# Hypognatha rancho
Hypognatha rancho là một loài nhện trong họ Araneidae.
Loài này thuộc chi Hypognatha. Hypognatha rancho được Herbert Walter Levi miêu tả năm 1996.